# Давор Чоп
Давор Чоп (Ријека, 31. октобар 1958) бивши је југословенски и хрватски фудбалер, тренутно фудбалски тренер.

## Каријера
Чоп је играо у млађим категоријама сплитског Хајдука на позицији нападача. Сениорску каријеру је започео у Хајдуку, за који игра од 1976. до 1980. године. У том периоду са Хајдуком осваја Првенство Југославије 1978/79. и Куп маршала Тита 1977. године. Прелази 1980. године у Напредак из Крушевца, а већ 1982. враћа се у Хајдук са којим осваја још један Куп маршала Тита 1984. године. У лето 1984. прелази у винковачки Динамо (данашња Цибалија) за који је одиграо 61 сусрет и постиже 32 погодка. У сезони 1985/86. био је најбољи стрелац фудбалског првенства Југославије са 22 постигнута гола. Током лета 1987. године напушта Динамо и одлази у италијански Емполи за који је одиграо девет утакмица без постигнутог гола. Након тога по други пут долази у Винковце, наступао је на 119 утакмица и постигао 44 гола. Фудбалску каријеру је окончао 1994. године.
После играчке каријере посветио се тренерском послу. Тренирао је углавном фудбалске клубове у Хрватској. Његов син је фудбалер Дује Чоп.

## Успеси
- Хајдук Сплит
  - Првенство Југославије: 1978/79.
  - Куп Југославије: 1977, 1984.
- Индивидуални
  - Најбољи стрелац Првенства Југославије: 1985/86.